# Droga wojewódzka nr 651
Droga wojewódzka nr 651 (DW651) – droga wojewódzka o długości 81 km, łącząca drogę nr 65 w Gołdapi z drogą wojewódzką 653 w Sejnach.
Droga położona jest na terenie województwa warmińsko-mazurskiego (powiat gołdapski) oraz na terenie województwa podlaskiego (powiaty: suwalski i sejneński).
Botkuny, Stańczyki i Kiepojcie to obok tych wsi prowadzi droga, gdzie znajdują się jedne z najwyższych wiaduktów w Polsce (36 m wysokości, 200 m długości) zwane akweduktami Puszczy Rominckiej. Podczas budowy ich konstrukcję wzorowano na rzymskich akweduktach.
Trasa biegnie przez Wiżajny i okolice uznawane za polski biegun zimna. Nieopodal położona jest Rowelska Góra (298 m n.p.m.), gdzie są zbudowane elektrownie wiatrowe ustawione w tzw. farmy wiatrowe.
W Sejnach mieści się bazylika mniejsza Nawiedzenia NMP zbudowana przez dominikanów w XVII wieku określana jako jedna z najwspanialszych polskich katedr. Wraz z pozostałą zabudową tworzą najcenniejszy zespół architektoniczny Suwalszczyzny.

## Miejscowości leżące przy trasie DW651
Województwo warmińsko-mazurskie
- Gołdap (DK 65)
- Dubeninki
- Błąkały
- Żytkiejmy

Województwo podlaskie
- Wiżajny
- Rutka-Tartak (DW 655)
- Szypliszki (DK 8)
- Smolany
- Sejny (DW 653) w kierunku (DK 16)